# Wereldbeker schaatsen junioren 2014/2015
De wereldbeker schaatsen junioren 2014/2015 (ISU Junior World Cup Speed Skating 2014/2015) was de zevende editie van de wereldbeker schaatsen junioren. Het seizoen bestond uit drie wedstrijden, waarvan de eerste over meerdere continentale evenementen was uitgesplitst, de tweede een globale wedstrijd was, waarna afgesloten werd met een wereldbekerfinale. De massastart ging dit jaar over tien rondes voor zowel jongens als meisjes, dit was eerst respectievelijk twaalf en acht.
Ook de teamsprint was een officieel onderdeel. De uitslagen van de teamsprint werden in de eindstand opgeteld bij die van de ploegenachtervolging.
In tegenstelling tot een aantal voorgaande edities maakte het WK Junioren dit seizoen geen deel uit van de wereldbeker. Ook bestond de wereldbeker lange afstanden voor jongens alleen nog maar uit wedstrijden over 3000 meter.

## Puntenverdeling
| Plaats                         | 1   | 2   | 3   | 4  | 5  | 6  | 7  | 8  | 9  | 10 | 11 | 12 | 13 | 14 | 15 | 16 | 17 | 18 | 19 | 20 | 21 | 22 | 23 | 24 |
| ------------------------------ | --- | --- | --- | -- | -- | -- | -- | -- | -- | -- | -- | -- | -- | -- | -- | -- | -- | -- | -- | -- | -- | -- | -- | -- |
| Wereldbekerfinale              | 150 | 120 | 105 | 90 | 75 | 67 | 60 | 54 | 48 | 42 | 36 | 31 | 27 | 24 | 21 | 18 | 15 | 12 | 9  | 6  | 4  | 3  | 2  | 1  |
| Normale wereldbekerwedstrijd   | 100 | 80  | 70  | 60 | 50 | 44 | 40 | 36 | 32 | 28 | 24 | 20 | 18 | 16 | 14 | 12 | 10 | 8  | 6  | 4  | 2  |    |    |    |
| Regionale wereldbekerwedstrijd | 50  | 40  | 35  | 30 | 25 | 22 | 20 | 18 | 16 | 14 | 12 | 10 | 8  | 5  | 2  |    |    |    |    |    |    |    |    |    |

## Limiettijden
Om te mogen starten in de wereldbeker schaatsen junioren 2014/2015 moest een schaatser aan de volgende limiettijden hebben voldaan. Deze limiettijden waren identiek aan het vorige jaar. Per land mochten er voor een wereldbeker maximaal tien jongens en tien meisjes worden ingeschreven. Per afstand mochten er maximaal vijf jongens en vijf meisjes per land worden ingeschreven. Voor de wereldbekerfinale mochten er vijf jongens en vijf meisjes per land worden ingeschreven waarvan er per afstand maar drie jongens en drie meisjes mochten deelnemen. Aan de wereldbekerfinale mocht alleen worden meegedaan wanneer een schaats(st)er punten had behaald tijdens de eerste twee wereldbekerwedstrijden of zich ingeschreven had voor het WK Junioren 2015.
Tevens had de ISU de ruimte om een zogenaamde wildcard te geven aan een land om zowel één jongen als één meisje alsnog te laten deelnemen die niet had voldaan aan de limiettijd(en). Ook mochten organiserende landen C-Junioren inschrijven als de ISU er toestemming voor had gegeven.
| Geslacht | 500m  | 1000m   | 1500m   | 3000m   |
| -------- | ----- | ------- | ------- | ------- |
| Jongens  | 41,00 | 1.22,00 | 2.07,00 | 4.25,00 |
| Meisjes  | 45,00 | 1.30,00 | 2.20,00 | 5.00,00 |

## Kalender
Elke land wat lid is van de ISU heeft een vrije keuze voor deelname aan de eerste wereldbeker. Een land is niet verplicht om op het eigen continent deel te nemen aan de desbetreffende wereldbeker. Zolang het gehele land maar deelneemt aan maximaal één regionale wereldbeker.
| #        | Plaats      | Datum               | 500m                                                                              | 1000m                                                                             | 1500m                                                                             | 3000m                                                                             | massastart                                                                        | teamsprint                                                                        | achtervolging                                                                     | Extra                                                                             |
| -------- | ----------- | ------------------- | --------------------------------------------------------------------------------- | --------------------------------------------------------------------------------- | --------------------------------------------------------------------------------- | --------------------------------------------------------------------------------- | --------------------------------------------------------------------------------- | --------------------------------------------------------------------------------- | --------------------------------------------------------------------------------- | --------------------------------------------------------------------------------- |
| 1        | Calgary     | 22–23 november 2014 | 1x                                                                                | 1x                                                                                | 1x                                                                                | 1x                                                                                | 1x                                                                                | 1x                                                                                |                                                                                   | Regionale wedstrijd Noord-Amerika                                                 |
| 1        | Minsk       | 13–14 december 2014 | 1x                                                                                | 1x                                                                                | 1x                                                                                | 1x                                                                                | 1x                                                                                | 1x                                                                                | Regionale wedstrijd Europa, halve punten                                          |                                                                                   |
| 1        | Changchun   | 10–11 januari 2015  | 1x                                                                                | 1x                                                                                | 1x                                                                                | 1x                                                                                | 1x                                                                                | 1x                                                                                | Regionale wedstrijd Azië, halve punten                                            |                                                                                   |
| 2        | Klobenstein | 17–18 januari 2015  | 1x                                                                                | 1x                                                                                | 1x                                                                                | 1x                                                                                | 1x                                                                                | 1x                                                                                |                                                                                   |                                                                                   |
| 3        | Warschau    | 14–15 februari 2015 | 1x                                                                                | 1x                                                                                | 1x                                                                                | 1x                                                                                | 1x                                                                                |                                                                                   | 1x                                                                                | Wereldbekerfinale, bonuspunten                                                    |
| Warschau | Warschau    | 20–22 februari 2015 | Wereldkampioenschappen schaatsen junioren 2015, telt niet mee voor de wereldbeker | Wereldkampioenschappen schaatsen junioren 2015, telt niet mee voor de wereldbeker | Wereldkampioenschappen schaatsen junioren 2015, telt niet mee voor de wereldbeker | Wereldkampioenschappen schaatsen junioren 2015, telt niet mee voor de wereldbeker | Wereldkampioenschappen schaatsen junioren 2015, telt niet mee voor de wereldbeker | Wereldkampioenschappen schaatsen junioren 2015, telt niet mee voor de wereldbeker | Wereldkampioenschappen schaatsen junioren 2015, telt niet mee voor de wereldbeker | Wereldkampioenschappen schaatsen junioren 2015, telt niet mee voor de wereldbeker |

## Uitslagen

### Meisjes
| Wedstrijden            |                         |                              |                          |                          |                           |                       |                       |
|                        | 500m                    | 1000m                        | 1500m                    | 3000m                    | massastart                | teamsprint            | achtervolging         |
| Noord-Amerika: Calgary | Miku Asano (39,75)      | Miki Fujimori (1.18,12)      | Nene Sakai (1.59,82)     | Nene Sakai (4.07,64)     | Juliette Wheler (6.50,34) | Japan (1.30,17)       | niet op het programma |
| Europa: Minsk          | Darja Kachanova (39,75) | Tessa Boogaard (1.20,20)     | Melissa Wijfje (1.58,83) | Melissa Wijfje (4.12,74) | Leia Behlau (5.45,45)     | Nederland (1.30,46)   | niet op het programma |
| Azië: Changchun        | Nam Yee-weon (39,90)    | Shi Xiaoxuan (1.20,85)       | Jang Soo-jee (2.07,29)   | Park Ji-woo (4.22,46)    | Park Ji-woo (6.05,75)     | China 2 (1.34,63)     | niet op het programma |
| Klobenstein            | Vanessa Bittner (39,47) | Melissa Wijfje (1.23,78)     | Melissa Wijfje (2.03,10) | Melissa Wijfje (4.23,87) | Vanessa Bittner (5.34,71) | Zuid-Korea (1.34,17)  | niet op het programma |
| Warschau               | Kim Min-sun (40,05)     | Sanneke de Neeling (1.23,07) | Melissa Wijfje (2.04,09) | Melissa Wijfje (4.21,72) | Park Cho-weon (6.20,80)   | niet op het programma | Zuid-Korea (3.18,50)  |
| Eindklassement         |                         |                              |                          |                          |                           |                       |                       |
|                        | 500m                    | 1000m                        | 1500m                    | 3000m                    | massastart                | ploegenonderdelen     | ploegenonderdelen     |
| Goud                   | Darja Kachanova         | Tessa Boogaard               | Melissa Wijfje           | Melissa Wijfje           | Sanneke de Neeling        | Zuid-Korea            | Zuid-Korea            |
| Zilver                 | Kim Min-sun             | Aleksandra Kapruziak         | Jelizaveta Kazelina      | Leia Behlau              | Leia Behlau               | Nederland             | Nederland             |
| Brons                  | Lin Xue                 | Sanneke de Neeling           | Park Ji-woo              | Park Ji-woo              | Michelle Uhrig            | Polen                 | Polen                 |

### Jongens
| Wedstrijden            |                         |                            |                             |                            |                            |                       |                       |
|                        | 500m                    | 1000m                      | 1500m                       | 3000m                      | massastart                 | teamsprint            | achtervolging         |
| Noord-Amerika: Calgary | Masaya Yamada (35,81)   | Masaya Yamada (1.10,10)    | Benjamin Donnelly (1.48,22) | Seitaro Ichinohe (3.44,03) | Yui Naoki (6.09,82)        | Japan (1.21,27)       | niet op het programma |
| Europa: Minsk          | Artem Krikunov (36,48)  | Stanislav Palkin (1.11,18) | Patrick Roest (1.49,45)     | Patrick Roest (3.47,44)    | Patrick Roest (4.58,00)    | Nederland (1.23,52)   | niet op het programma |
| Azië: Changchun        | Yang Tao (36,42)        | Liu An (1.13,60)           | Park Kee-woong (1.53,24)    | Park Kee-woong (3.55,74)   | Alemasi Kahanbai (5.21,53) | Zuid-Korea (1.25,20)  | niet op het programma |
| Klobenstein            | Kim Han-song (36,89)    | Michail Kazelin (1.12,82)  | Patrick Roest (1.51,03)     | Patrick Roest (3.56,04)    | Oh Hyun-min (5.09,45)      | Rusland (1.28,20)     | niet op het programma |
| Warschau               | Yang Seung-yong (36,99) | Hayato Nakamura (1.14,09)  | Patrick Roest (1.53,12)     | Patrick Roest (3.55,26)    | Kim Min-seok (5.14,15)     | niet op het programma | Zuid-Korea (4.00,53)  |
| Eindklassement         |                         |                            |                             |                            |                            |                       |                       |
|                        | 500m                    | 1000m                      | 1500m                       | 3000m                      | massastart                 | ploegenonderdelen     | ploegenonderdelen     |
| Goud                   | Michail Kazelin         | Wesly Dijs                 | Patrick Roest               | Patrick Roest              | Patrick Roest              | Zuid-Korea            | Zuid-Korea            |
| Zilver                 | Stanislav Palkin        | Stanislav Palkin           | Magnus Myhren Kristensen    | Sergej Trofimov            | Oh Hyun-min                | Rusland               | Rusland               |
| Brons                  | Yang Seung-yong         | Michail Kazelin            | Marcel Bosker               | Marcel Bosker              | Marcel Bosker              | Nederland             | Nederland             |

### Medaillespiegel
| Pos. | Land       | Goud | Zilver | Brons | Totaal |
| ---- | ---------- | ---- | ------ | ----- | ------ |
| 1    | Nederland  | 8    | 1      | 5     | 14     |
| 2    | Rusland    | 2    | 3      | 1     | 6      |
| 3    | Zuid-Korea | 2    | 2      | 3     | 7      |
| 4    | Duitsland  | 0    | 2      | 1     | 3      |
| 5    | Kazachstan | 0    | 2      | 0     | 2      |
| 6    | Polen      | 0    | 1      | 1     | 2      |
| 7    | Noorwegen  | 0    | 1      | 0     | 1      |
| 8    | China      | 0    | 0      | 1     | 1      |